# カウディニ族
カウディニ族（羅：Caudini）はサムニウム系部族の一派。カンパニア地方の山岳地帯に住み、カウディウム（Caudium）を中心としていた。

## 概説
実際にはカウディニ族とはどこまでを定義するのかは曖昧になっている。リウィウスはカウディニ族に関してヒルピニ族と同様に一節以上の記述を残しており、近代ドイツの歴史家バルトホルト・ゲオルク・ニーブールはカウディニ族はサムニウム人を構成する4つの部族のひとつと考えていた。またカウディニ族はサムニウム系部族のうち最も西部地方に生息していたために、近郊の古代ギリシア人、カンパニア系部族の影響を最も受けていた。
カウディニ族はローマ人が記したサムニウム戦争では独立した部族として記されている箇所は全くない。これは恐らくサムニウム人の事が言及されるたびにカウディニ族の事も言及されていたからと思われる（実際にカウディニ族の支配した地域は激戦区でもあった）。しかしながら帝政ローマ初期の歴史家ウェッレイウス・パテルクルスによれば、カウディウムの屈辱とは共和政ローマがカウディニ族のガイウス・ポンティウスに敗北した事件であり、従来のリウィウスがひとくくりに説いているローマがサムニウム人に敗北した事件という記述とはいささか異なっている。紀元前275年カウディニ族はコルネリウス・レントゥルスによって征服され、レントゥルスは以降家族名を「カウディヌス（Caudinus＝カウディニ族を制した者）」とした。
彼らの支配領域もまた不明な事が多い。古代の地理学者グラティウス・ファリスクスが自らの著書でアペニン山脈のタブルヌス（現：タブルノ山）を「カウディヌス・タブルヌス（羅：Caudinus Taburnus）」と呼んでいる事から、ここが彼らの中心地とされており、恐らく彼らはヒルピニ族とペントリ族に挟まれた地域を支配しカンパニア地方をすぐ西方に境としていたものと考えられている。しかしながらファリスクス以外にこの地にカウディニを連想する名をつけた者はいなく、長い年月の後に使われなくなったものと考えられている。大プリニウスの記述では「カウディニ」という単語はカウディウムの市民とだけ定義づけられている。
カウディニ族の都市として知られている地名にはカウディウムとカイアティア、トレブナがある。
1. ↑  Caudium、現モンテサルキオ。
2. ↑  Caiatia、現カイアッツォ。
3. ↑  Trebuna、現在のカゼルタ県ポンテラトーネ・コムーネ内のトレーニャ(Tregna)とされる。